# Tahová cesta

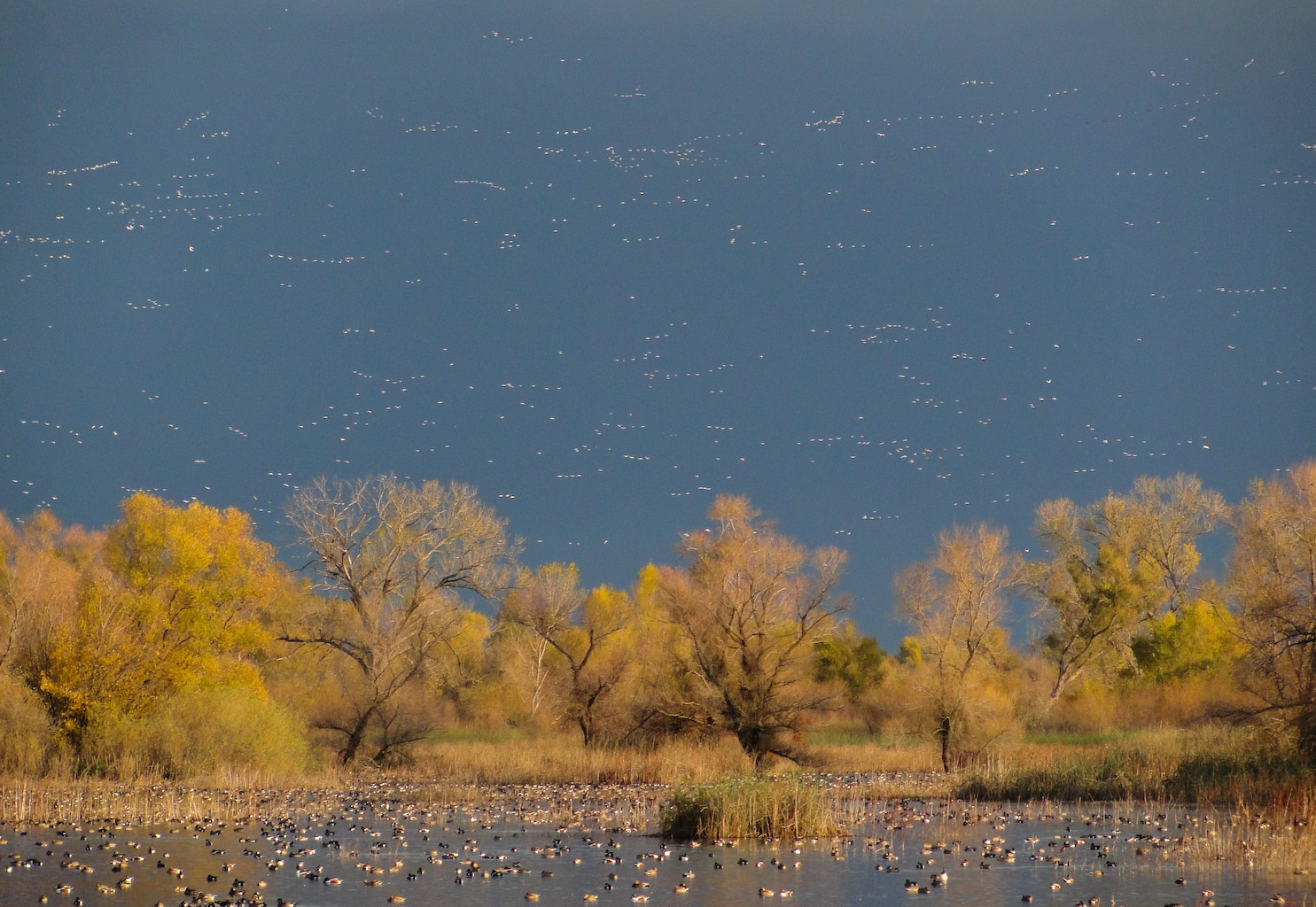
Vodní ptáci v kalifornském Centrální údolí, tahové zastávce na Pacifické tahové cestě

Tahová cesta (někdy též tahová trasa) je dráha ptačího letu využívaná velkým množstvím ptáků při migraci mezi jejich hnízdišti a zimovišti. I když ornitologové pracují s tahovými cestami u všech druhů stěhovavých ptáků, koncept tahových cest byl původně vytvořen v souvislosti s ochranným managementem vodního ptactva. O tahových cestách lze uvažovat o jakýchsi nebeských dálnicích, do které nalétávají stěhovavé druhy a populace z různých koutů světa. Tahové cesty jsou často velmi dlouhé a překračují moře a kontinenty.
O tahové cestě lze též uvažovat jako o celém areálu rozšíření migračního druhu ptáka od jeho hnízdiště přes tahové zastávky (odpočinková místa, kde ptáci zastavují za účelem odpočinku a potravy) až po zimoviště.

## Vznik a charakteristiky

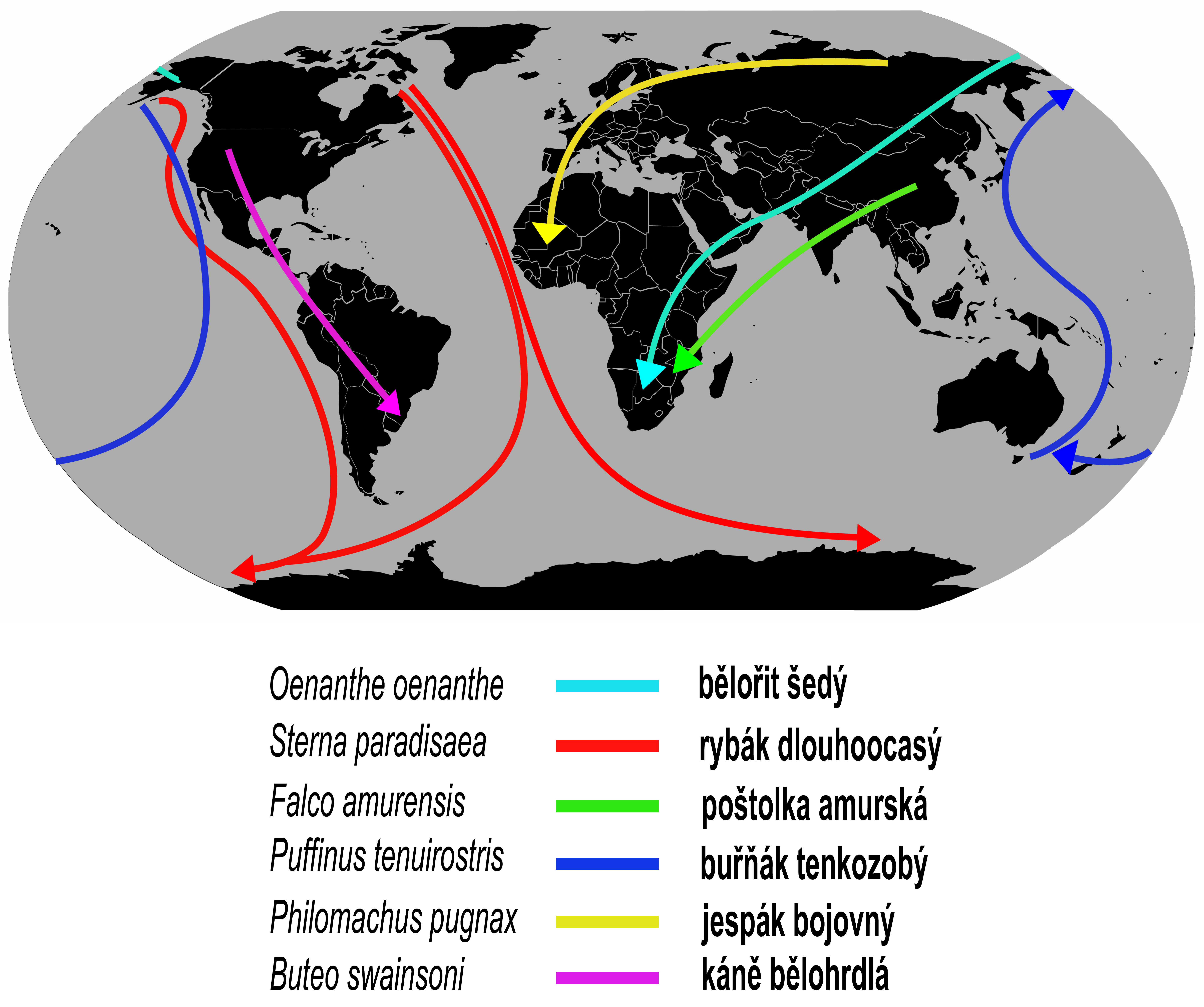
Vybrané příklady tahových cest migrantů na dlouhou vzdálenost

Počátky vzniku konceptu tahových cestu sahají do 30.–40. let 20. století do Spojených států amerických. Koncept byl vyvinut hlavně pro potřeby ochrany a managementu vodních ptáků, kteří často migrují na dlouhé vzdálenosti a pro jejich ochranu je potřeba mobilizovat ochranáře mnoha států. Koncept tahových cest se brzy po vytvoření začal hojně používat v managementu vodních ptáků a postupně se začal využívat i u dalších typů ptactva.
S konceptem tahových cest se lze setkat v zásadě v těchto kontextech:
- Jednodruhové tahové cesty. V těchto případech tahové cesty označují různé trasy, resp. celý areál výskytu stěhovavého druhu během tahu. Je časté, že v rámci populace téhož druhu nemigrují všichni jedinci stejnou cestou, a druh má tak několik tahových cest, které občas mohou vést úplně jinými směry.
- Vícedruhové tahové cesty. Tahové cesty jednotlivých druhů si lze představit jako malé potůčky, které se v určitých oblastech potkávají a slévají se do jedné velké řeky. Tato pomyslná řeka ptactva či „nebeská dálnice“ představuje hlavní tahové cesty migračního ptactva, které často překračují kontinenty nebo velké vodní plochy. U vodních ptáků je mezinárodně uznávaných 8 tahových cest.
- Globální tahové cesty. Jedná se o geograficko-politické regiony, které zahrnují druhy s podobnými tahovými cestami. Jedná se o nejširší záběr, jaký pojem tahová cesta může mít. Příkladem jednoho ze čtyř takových regionů může být Africko-eurasijská tahová cesta, který zahrnuje v podstatě všechny druhy migrující mezi Afrikou a Evropou / střední Asií.[3]

## Hlavní tahové cesty

### Svět

Mapa světa zobrazující možné rozdělení globálních tahových cest ptáků do následujících tahových cest:
Pacifická
Mississippská
Atlantická
Východo-atlantická
Černomořsko-středozemní
Západoasijsko-východoafrická
Středoasijská
Východoasijsko-australasijská

U vodního ptactva se rozeznává 8 hlavních globální tahových cest, kterými jsou:
1. Pacifická tahová cesta
2. Mississippská tahová cesta
3. Atlantická tahová cesta
4. Východo-atlantická tahová cesta
5. Černomořsko-středozemní tahová cesta
6. Západoasijsko-východoafrická tahová cesta
7. Středoasijská tahová cesta
8. Východoasijsko-australasijská tahová cesta

Tyto tahové cesty lze seskupit do čtyřech větších skupin, a sice:
- Americké tahové cesty (1, 2, 3 ze seznamu výše)
- Africko-eurasijské tahové cesty (4, 5, 6)
- Středoasijské tahové cesty
- Východoasijsko-australasijské tahové cesty

Toto rozdělení je však jedno z možných, např. ve Spojených státech tamní ochranáři rozeznávají 4 tahové cesty namísto tří.

### Spojené státy americké

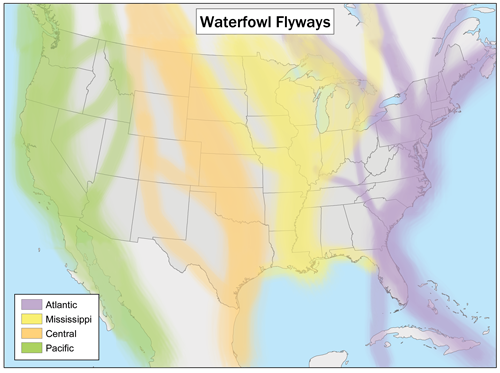
Hlavní tahové cesty severoamerických vodních ptáků

Pro potřeby ochrany a managementu vodního ptactva se v Severní Americe rozeznávají čtyři tahové cesty, a sice:
1. Atlantická
2. Mississippská
3. Centrální
4. Pacifická

### Česko

Nejčastější tahové cesty českého ptactva do afrických zimovišť

Druhy hnízdící v Česku nejčastěji táhnou na zimu do Středomoří a na Pyrenejský a Apeninský poloostrov. Množství druhů však pokračuje i dále do Afriky, přičemž nejčastěji ptáci táhnou následujícími třemi tahovými cestami:
1. Jihozápadní cestou před Pyrenejský poloostrov a Gibraltarský průliv;
2. Jihovýchodní cestou přes Balkánský poloostrov;
3. Cestou přes Apeninský poloostrov, Sicílii a dále napřímo přes Středozemní moře.[7]

Nezřídka se stává, že sousedící populace téhož druhu migrují do zimovišť jinými trasami nebo migrují do zimovišť v jiných lokalitách. Oblasti mezi těmito populacemi se říká migrační rozhraní. Tento jev způsobují geografické bariéry i historické glaciální cykly, které formovaly výskyt a pohyb ptactva. V Česku se toto rozhraní nachází také; zatímco některé moravské populace ptáků táhnou na jih jihovýchodní tahovou cestou, ptáci ze západní části země mohou zvolit jihozápadní migrační cestu. Příkladem mohou být populace rákosníků obecných, rehku domácích nebo čápů bílých.